# Mariah Bell
Mariah Cheyenne Bell (Tulsa, 18 aprile 1996) è una pattinatrice artistica su ghiaccio statunitense.

## Biografia
Mariah Bell ha iniziato a pattinare all'età di tre anni, seguendo le orme della sorella maggiore Morgan. Nel 2012 ha disputato i suoi primi campionati nazionali juniores terminando quinta, e l'anno successivo ha ottenuto la medaglia d'argento agli stessi campionati. Nel corso della stagione 2013-14 ha debuttato al Grand Prix juniores, vincendo il bronzo in Messico e classificandosi settima in Polonia. 
A partire dalla stagione 2014-15 ha iniziato a competere a livello senior. Guadagnando nel febbraio 2017 la medaglia di bronzo ai campionati nazionali statunitensi, ha così ottenuto la possibilità di gareggiare ai Campionati dei Quattro continenti di Gangneung 2017. Successivamente si è presentata pure ai Mondiali di Helsinki collocandosi al dodicesimo posto.
Mariah Bell si è trovata al centro di una controversia durante lo svolgimento dei Mondiali di Saitama 2019: è stata infatti accusata di avere ferito deliberatamente la sudcoreana Lim Eun-soo, la cui agenzia All That Sports affermava di essere già stata presa di mira mesi prima dalla rivale statunitense, colpendola al polpaccio con la lama dei pattini mentre si svolgeva una sessione di allenamento. L'indagine condotta dall'ISU ha stabilito in seguito come non vi fosse alcuna prova che Mariah Bell abbia ferito intenzionalmente l'avversaria.

## Palmarès

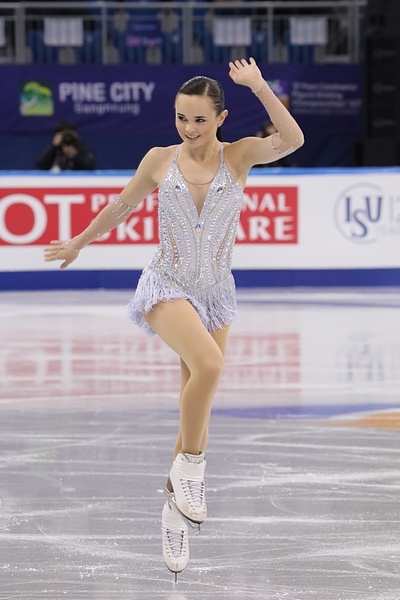
Mariah Bell ai Campionati dei Quattro continenti del 2017

| Olimpiadi invernali |      |      |     |    |     |     |     |             |    |    | 9° |             |
| Campionati mondiali |      |      |     |    |     | 12ª | 12ª | 9ª          | C  |    | 4° |             |
| Campionati dei Quattro continenti                                                                                              |      |      |     |    |     | 6ª  | 5ª  | 6ª          |    |    |    |             |
| GP Francia |      |      |     |    |     |     |     |             | 3ª |    | 6° |             |
| GP NHK Trophy |      |      |     |    |     |     | 9ª  | 5ª          |    |    |    |             |
| GP Rostelecom Cup |      |      |     |    |     |     | 6ª  |             | 3ª |    | 4° |             |
| GP Skate America |      |      |     |    | 8ª  | 2ª  |     |             |    | 1ª |    |             |
| GP Skate Canada |      |      |     |    |     |     |     | 4ª          |    |    |    |             |
| CS Golden Spin |      |      |     | 8ª |     |     |     | 3ª          |    |    | R  |             |
| CS Nebelhorn Trophy |      |      |     | 5ª |     |     |     | 4ª          | 1ª |    |    |             |
| CS Ondrej Nepela |      |      |     |    | 13ª | 3ª  |     |             |    |    |    |             |
| CS Tallinn Trophy |      |      |     |    |     | 4ª  |     |             |    |    |    |             |
| CS U.S. Classic |      |      |     |    | 6ª  | 2ª  | 5ª  |             |    |    |    |             |
| Asian Trophy |      |      |     |    |     |     |     |             |    |    | R  |             |
| Cranberry Cup |      |      |     |    |     |     |     |             |    |    | 3ª |             |
| Internazionali: categoria Junior                                                                                               |      |      |     |    |     |     |     |             |    |    |    |             |
| JGP Messico |      |      | 3ª  |    |     |     |     |             |    |    |    |             |
| JGP Polonia |      |      | 7ª  |    |     |     |     |             |    |    |    |             |
| Gardena Trophy |      | 2ª   |     |    |     |     |     |             |    |    |    |             |
| Nazionali |      |      |     |    |     |     |     |             |    |    |    |             |
| Campionati statunitensi | 5ª J | 2ª J | 13ª | 6ª | 11ª | 3ª  | 5ª  | 3ª          | 2ª | 5° | 1ª |             |
| Team events |      |      |     |    |     |     |     |             |    |    |    |             |
| World Team Trophy |      |      |     |    |     |     |     | 1ª T (6ª P) |    |    |    |             |
| Japan Open |      |      |     |    |     |     |     |             |    |    |    | 2ª T (3ª P) |
| CS = Challenger Series; GP = Grand Prix; JGP = Junior Grand Prix; T = risultato squadra; P = risultato personale; R = Ritirata |      |      |     |    |     |     |     |             |    |    |    |             |